# Марка страны Гонделупы (повесть)
«Ма́рка страны́ Гонделу́пы» — повесть для детей Софьи Могилевской, рассказывающая о дружбе трёх мальчиков, живущих в рабочем посёлке, о радостях и огорчениях их первого школьного года. Одно из самых известных произведений писательницы, многократно переиздававшееся, переведённое на несколько языков и экранизированное.

## Сюжет
Действие происходит в небольшом рабочем посёлке. Главные герои повести — воспитанный, интеллигентный Петрик (Петя) Николаев и озорник и горлопан Опанас (Вовка) Чернопятко, живущие по соседству, — сначала враждуют, а потом попадают в один и тот же первый класс и становятся лучшими друзьями. Вскоре в классе появляется новенький мальчик Кирилка, робкий и добродушный, живущий без родителей под гнётом своей строгой тётки. Петрик и Опанас сначала встречают его недружелюбно, но потом принимают в свою компанию.
Вскоре Петрик знакомится со старшим мальчиком, высокомерным и расчётливым Лёвой Михайловым, который собирает марки. Под влиянием Лёвы Петрик тоже начинает собирать марки, обмениваться марками с Лёвой и другими мальчиками. Увлечённый новым знакомством и коллекционированием, Петрик забывает своих верных друзей.
Однажды папа приносит Петрику с работы редкие и ценные марки — шведскую серию, посвящённую истории почты. Лёва, безуспешно пытаясь выменять шведскую серию у Петрика, пускается на хитрость, чтобы ею завладеть. Из чайной этикетки он изготавливает «марку», которую выдаёт за марку пиратской страны Гонделупы, которую «очень трудно отыскать на карте». В обстановке строгой секретности, запугивая Петрика пиратами, Лёва обменивает марку страны Гонделупы на шведскую серию, веля Петрику хранить марку в тайне от всех.
Не в силах хранить тайну, Петрик показывает марку Кирилке, который вскоре случайно обнаруживает чайную этикетку, из которой она сделана, и вскрывает обман. Кирилка и Опанас возмущены поступком Лёвы и решают помочь Петрику несмотря на то, что обижены на него. Разоблачённый и посрамлённый, Лёва Михайлов возвращает Петрику шведскую серию, а его старые друзья прощают ему обиду.

## Отличия издания 1941 года от последующих
Повесть впервые издана перед войной, в 1941 году издательством детской литературы ЦК ВЛКСМ тиражом 50000 экземпляров. Однако перед вторым изданием повесть была существенно переработана, фактически переписана заново. Считается, что переработка повести была сделана под нажимом цензуры, главным образом с целью исключения украинизмов, которыми изобиловало первое издание.
Писательница, литературный критик Мариэтта Чудакова говорит:
… «Марку страны Гонделупы», которая была потом, в 70-м году, абсолютно испорчена автором под влиянием цензуры, выброшено всё, что связано с Украиной, с украинскими именами, вместо Петрика и Опанаса герои стали Петей и Вовой, и с ними поблекло всё, что было в этой книжке.

Мариетта Омаровна, правда, ошибается с датой — второе издание вышло уже в 1958 году.
В результате переработки Петрик стал Петей, Опанас — Вовкой, а суржик, на котором говорят многие персонажи, заменён русской речью. При этом в текст внесён ещё ряд разнообразных изменений, экспрессивные выражения сглажены, добавлены суховатые канцелярские обороты, пояснения, характерные нравоучительные пассажи. Появились и фактические ошибки, так в поздних изданиях Пете мерещится одноногий пират Билли Бонс из «Острова Сокровищ», хотя одноногим был не он, а Джон Сильвер.
Пример переработки стилистики текста:
Первое издание:

Затем мальчики побежали в «Гастроном». И очень долго смотрели через стекло витринки на коробку «Чай ассорти. Выставочный. Цена 9 рублей».

  При этом Кирилка твердил своим тоненьким писклявым голоском:

— Точь-в-точь… Точь-в-точь… прямо вот с этого кубика…

  Опанас же мрачно хмурил свои чёрные брови и хриплым баском повторял:

— Вот дрянь! Вот дрянь… Настоящая дрянь! 

— Нет, как вам это нравится? — гневно вскричала продавщица. — Уже пять минут эти два ребёнка стоят перед моим же прилавком и ругают мой же товар! Сейчас же уходите с магазина!

Тут только Кирилка снова вспомнил про тёткино поручение.

— Мы покупаем,— сказал он, почтительно протягивая продавщице тридцать рублей. Дайте, тётя, самый малюсенький грузинского.

— Явился! Не мог выждать, пока я с тем покупателем занимаюсь? — воскликнула продавщица, узнав рыженького Кирилку. — Бери чай!

— Он за мной бегал… советоваться! — басом промолвил Опанас.

— Подумаешь! Нашёлся советник! Курям насмех! Бери свою сдачу! — сказала сердитая продавщица, протягивая деньги.

  Но мальчиков уже не было ни у прилавка, ни в самом магазине.

— Ой, — вздохнула продавщица, — эти дети вгоняют меня в гроб! Никакого терпения!

Второе и последующие издания:

   Затем мальчики побежали в гастроном и там долго смотрели на витрину штучного отдела, где за стеклом пирамидкой лежал чай разных сортов.

  При этом Кирилка твердил, тыча пальцем в стекло:

— Точь-в-точь… Точь-в-точь… прямо вот с этой пачки.

  Вовка же мрачно хмурил свои чёрные брови и хриплым баском повторял:

— Мы ему покажем! Будет знать. Дрянь! — Тут продавщица не выдержала:

— Сейчас же уходите из магазина! Как вам не стыдно! Целый час стоят и бранятся.

  Кирилка вспомнил про тёткино поручение и, почтительно протягивая пять рублей, сказал:

— Мы покупаем. Дайте, пожалуйста, самую малюсенькую пачку грузинского чаю. Только, пожалуйста, за пятнадцать копеек…

— Куда же ты убежал? — спросила продавщица, узнав в рыженьком Кирилке своего второго покупателя. — Не мог подождать, пока я получу деньги с того гражданина? Вот чай…

— Он за мной бегал… советоваться! — пояснил Вовка.

— Подумаешь, советник нашёлся! Бери свою сдачу, — проговорила продавщица, старательно пересчитав деньги и протягивая их Кирилке.

  Но мальчиков снова не было ни у прилавка, ни в магазине.

— Беда мне с этими ребятами! — покачала головой продавщица. Никакого терпения! 
|                                                        | Издание 1941 года                               | Последующие издания                            |
| ------------------------------------------------------ | ----------------------------------------------- | ---------------------------------------------- |
| Главный герой                                          | Петрик Николаев                                 | Петя Николаев                                  |
| Главный герой                                          | Опанас Чернопятко                               | Вова Чернопятко                                |
| Брат Опанаса                                           | Третьеклассник Остап                            | Пятиклассник Сергей, двоюродный брат           |
| Близнецы, братья Опанаса                               | Ивась и Михась                                  | Ванечка и Мишенька, двоюродные братья          |
| Старшие братья Опанаса                                 | Тарас и Андрий                                  | Нет аналогов                                   |
| Самые старшие братья Опанаса                           | Петро и Грицко                                  | Григорий и Андрей, двоюродные братья           |
| Папа Петрика                                           | главный инженер на заводе                       | инженер на заводе                              |
| Мама Петрика                                           | аспирантка Литературного института им. Горького | окулист в районной поликлинике                 |
| Одноклассники Петрика, соответственно                  | Валя Петрова, Ральфик Тишинский                 | Валя Никодимова, Катя Лялина                   |
| В классе учится                                        | 43 ученика                                      | 33 ученика                                     |
| Лёва Михайлов                                          | третьеклассник                                  | пятиклассник                                   |
| Коллекционер, знакомый папы Петрика                    | без имени                                       | Пётр Саввич                                    |
| Название семнадцатой главы                             | Удар с крыши или воскресенье утром              | Пироги или в воскресенье утром                 |
| Название двадцать шестой главы                         | Опанас-произноситель                            | Владимир Чернопятко произносит речь            |
| Мама и Петрик хотят потратить на марки                 | 5 р.                                            | 2 р.                                           |
| Мама и Петрик потратили на марки                       | 11 р. 45 коп.                                   | 3 р. 45 коп.                                   |
| Чай стоит                                              | 1 р. 75 коп.                                    | 15 коп.                                        |
| Тётка даёт Кирилке                                     | 30 р.                                           | 5 р.                                           |
| Упоминаемые страны происхождения марок, соответственно | Тува, Испания, Либерия                          | Югославия, Япония, Тува                        |
| Эпизод с исчезнувшей песочной кучей во дворе Петрика   | присутствует                                    | отсутствует                                    |
| Эпизод с поиском блюда для пирога                      | присутствует                                    | отсутствует                                    |
| Ссорясь, Петрик и Опанас подбрасывают друг другу       | дохлую ворону                                   | старую метлу                                   |
| Петрик покупает для папы папиросы                      | «Театральные» или «Казбек»                      | «Беломор» (покупает сам папа)                  |
| Пока ребята делают уроки, мама Петрика                 | готовится к занятиям в институте                | готовится к занятию кружка марксизма-ленинизма |
| Петрик и Опанас играют                                 | в войну                                         | в полярную экспедицию                          |

## Шведская серия
Серия марок Швеции, посвящённая 300-летию королевской почты, вокруг которой разворачивается сюжет повести, не придумана писательницей, а существует в действительности. Марки этой серии выглядят так, как описаны в тексте, только марок в шведской серии не 10, как в повести, а 12. Могилевская не включила в описание две марки, выбивающиеся из её построения и из советских канонов того времени — марку с изображением шведской короны и марку с портретом Адольфа Рооса, генерал-директора почтовой службы в XIX веке.

## Повесть и её читатели
Мариэтта Чудакова:

«Марку страны Гонделупы» Софьи Могилевской сейчас можно читать с таким же увлечением и радостью, как я читала её в детстве; она ухитрилась не измазаться в советском бреде и написать чистую вещь.
Книга, несмотря на то, что вышла перед самой войной, имела успех у юных читателей. Софья Могилевская вспоминает:

И всё же первой своей книгой считаю «Марку страны Гонделупы». <…> 
 Помню один случай. Это было уже году в пятьдесят первом, что ли. Я была в Крыму, попала в Никитский сад. Случайно оказалась с весёлой студенческой экскурсией. Остановилась эта группа перед каким-то деревом, кажется, из Гватемалы. И кто-то вдруг вспомнил о вымышленной мною стране Гонделупе. Тут поднялся спор, есть такая страна или нет? И выяснилось, что многие, очень многие были в детстве читателями моей книги «Марка страны Гонделупы». Стали вспоминать, кто же автор? Так и не вспомнили. А я стояла тут же, меня так и подмывало сказать, что вот я здесь, что это — моя книга, а страны такой вовсе нет, я её просто выдумала… Но так и не решилась. Промолчала. А потом они ушли, уже начисто забыв и о стране, и о книге. Но радость этого случайно подслушанного разговора до сих пор со мною.
Книга повлияла на многих читателей, побудив их к коллекционированию марок. Писатель Омри Ронен:

«Марку страны Гонделупы» Интерес к собиранию пробудили во мне не эти марки в магазине, а книга. <…> Была это Софья Могилевская. <…> Я отчётливо помню страсть к обладанию, которую эти простодушные строки когда-то пробудили во мне.
Писатель Андрей Сергеев, в романе «Альбом для марок»:

Марка страны Гонделупы — жизнь совсем как в Удельной, но неправдоподобно лёгкая, нестрашная, благоустроенная. Захватывает — потому что про марки. Только я не поверю, что вся серия может быть на одном конверте. Папин сослуживец уходил на фронт и оставил мне на всю войну драгоценную редкость — каталог Ивера 1937 года. Я узнал, что в шведской серии не десять, а двенадцать марок, и они совсем не те, что на книжке.

## Экранизация
По повести в 1977 году снят одноимённый фильм на Центральной киностудии детских и юношеских фильмов имени Горького.